# عملية الحارس اليقظ
عملية الحارس اليقظ هي عملية مشتركة جاءت ردًا على تقدم قوات صدام حسين العسكرية على الحدود مع الكويت. نشرت الولايات المتحدة سرب المراقبة الجوية رقم 74 في الكويت في 24 أغسطس 1995. وشملت وظائف إدارة المعركة المحددة التي قام بها سرب المراقبة الجوية رقم 74 ونظرائه المراقبة وإدارة وصلات البيانات والتحكم في الأسلحة. كانت الوحدات المنشورة جزءًا من نظام مراقبة جوية لمسرح العمليات الأرضي، يتكون من عنصر تقارير التحكم ومركز عمليات الدعم الجوي. ثم نشرت الولايات المتحدة 3500 جندي في الكويت في أكتوبر 1996 كرادع لمزيد من الأعمال العدائية العراقية تجاه الكويت بعد توسيع مناطق حظر الطيران العراقية.
وفّر الجيش الثالث/القيادة المركزية الأمريكية (ARCENT) القيادة والتحكم لنشر سريع لقوة مهام لواء ثقيل. ومرة أخرى، قُوبل التهديد العراقي بحزم، بينما أجرى القيادة المركزية الأمريكية (ARCENT) بالتزامن مع ذلك مناورة تدريبية كبرى في مصر، أُطلق عليها اسم "النجم الساطع 95"، وشاركت فيها قوات عسكرية من ست دول أخرى. وقد أثبتت هذه العملية الطارئة صحة الإجراءات الحاسمة للانتشار، لا سيما تفريغ المعدات من سفن التمركز المسبق العائمة وتوزيعها على الجنود الوافدين. كما أثبت نشر "حزمة الإخلاء" من موظفي الطوارئ الرئيسيين صحة الإجراءات اللازمة لمجموعة قيادة وتحكم سريعة الانتشار قادرة على تنفيذ عمليات قتالية فور وصولها.
استجابت القوات القتالية التابعة للبحرية الأمريكية ومشاة البحرية الأمريكية (وحدة المشاة البحرية الخامسة عشرة) وقوات قيادة النقل البحري العسكرية العاملة والاحتياطية للتهديدات العراقية ضد الأردن والكويت. انطلق سرب سفن التمركز البحري الثاني من دييغو غارسيا محمّلًا بمعدات لقوة قتالية من مشاة البحرية قوامها 17,300 جندي، وظلّ في موقعه لتوفير قدرة على الاستجابة السريعة. وأدت العملية إلى إقناع صدام حسين بسرعة بسحب قواته من الحدود الكويتية.